# Augusto Guerriero
Augusto Guerriero, noto anche con lo pseudonimo di Ricciardetto (Avellino, 16 agosto 1893 – Roma, 31 dicembre 1981), è stato un magistrato, giornalista e saggista italiano; magistrato prestato al giornalismo, fu autore di monografie storiche rivolte al grande pubblico.

## Biografia
Augusto Guerriero è figlio di un medico. Frequenta il liceo di Avellino con il suo amico Guido Dorso. Con lui collabora a Irpinia democratica. Nel 1914 si laurea in Giurisprudenza all'Università degli Studi di Napoli Federico II con una tesi su L'anarchismo di Leone Tolstoi. In questo periodo si dedica alla letteratura e pubblica una prefazione ad un'edizione italiana del Maurice Maeterlinck: Tre drammi. Allo scoppio della prima guerra mondiale è neutralista e ritiene che il Presidente del Consiglio Salandra commetta un tragico errore intervenendo nel conflitto.
Ancora sconosciuto, nel 1917 invia un articolo critico dell'interventismo alla rivista Critica Sociale di Filippo Turati, che lo pubblica (firmato A. G.). Ne pubblicherà altri due: in essi Guerriero prevede la crisi politica del dopoguerra che porterà al fascismo. Invia un altro articolo al Il Mattino di Napoli diretto da Edoardo Scarfoglio, gli viene pubblicato e ne segue una collaborazione di carattere continuativo. Nel frattempo è inviato al fronte con il grado di sottotenente.

### Dal 1919 al 1945
Al termine della guerra, con la riapertura dei concorsi, entra nell'amministrazione pubblica (1920). Legge letteratura in inglese, francese (ha già letto tutto Proust) e tedesco e inizia a studiare l'arabo. Nel 1922 è un funzionario del Gabinetto del sottosegretario dell'Interno a Roma quando si fa trasferire a Bolzano. Si trova impiegato presso quell'amministrazione civile quando, nei primi di ottobre 1922, con la marcia dei fascisti su Bolzano, preludio di quella su Roma, si verificano dei disordini. Il borgomastro Julius Perathoner, l'ultimo di una lunga serie di borgomastri di lingua tedesca, è rimosso e Guerriero, per la sua conoscenza del tedesco, è nominato commissario dal governo Facta, tenatndo anche di giungere a un accordo con il Deutscher Verband. Si adopera per una conciliazione fra popolazione tedesca e la popolazione italiana. Quando la nuova amministrazione fascista nomina un nuovo governatore, il 24 febbraio 1923 Guerriero lascia l'incarico con gli elogi della stampa locale.
Legge il filosofo francese Sorel, teorico del sindacalismo rivoluzionario e studia economia (David Ricardo e John Maynard Keynes). Scrive già sul rapporto fra comunismo e religione, un tema che ricorrerà più volte nei suoi scritti fino agli ultimi anni.
Nel 1924 pubblica sul Mattino una serie di articoli ostili al regime. Critica la politica “avventurosa” di Mussolini che definisce “un arlecchino vestito da demagogo”. Subisce la prima inchiesta ed è costretto a lasciare l'attività giornalistica e a trasferirsi presso l'amministrazione civile in Tripolitania. Nel 1929 è al Ministero delle Corporazioni ove dirige l'Ufficio Industria. Suo diretto superiore è il ministro Giuseppe Bottai. Continua a subire delazioni da parte dei fascisti ma Bottai lo protegge. Nel 1933 entra nella magistratura della Corte dei conti dove rimarrà fino al 1957. Nel 1931 compie un viaggio di venti giorni in Unione Sovietica. Al ritorno pubblicherà il saggio Piatiletka prevedendo il successo del piano quinquennale sovietico.
Riprende a pubblicare qualche articolo: alcuni gli vengono pubblicati sulla Stampa, diretta da Curzio Malaparte. Nel 1935-36 Vittorio Gorresio gli assegna una rubrica di attualità internazionale sull’Eco del Mondo. Rubrica che sarà ripresa nel 1937 su Omnibus, settimanale a rotocalco, edito da Rizzoli. Il direttore Leo Longanesi gli assegna lo pseudonimo di "Ricciardetto": con esso raggiungerà la notorietà per il suo parlare chiaro e lo stile “secco”. 
Dopo la chiusura inopinata di Omnibus Rizzoli fonda Oggi, co-diretto da Mario Pannunzio ed Arrigo Benedetti (1939-1942). Guerriero può continuare la sua rubrica di politica estera sul nuovo settimanale. Nel 1940 avvia una collaborazione con il rivale Tempo di Arnoldo Mondadori. Guerriero non è solito rileggere i propri articoli una volta pubblicati, ma in redazione i suoi articoli sono modificati - a sua insaputa - per renderli accetti alla censura. Quando Guerriero se ne accorge, tronca la collaborazione. Torna allora alla Rizzoli, che pubblica e 7 Giorni (1942-43). Dal settembre 1940, inoltre, è chiamato da Aldo Borelli a collaborare alla terza pagina del Corriere della Sera.
Durante la seconda guerra mondiale, per sfuggire alla censura e ai tribunali del regime, usa il metodo tucidideo di analizzare gli eventi da osservatore in maniera distaccata, riportando tesi e fatti di entrambi i fronti, senza mai approvare né la guerra né la strategia di Mussolini che non nomina mai. Condanna espressamente l'antisemitismo nel 1938 e nel 1939.
Gli arrivano denunce e inchieste da parte del partito fascista, viene accusato di filosemitismo e Mussolini ordina di vigilare sui suoi articoli.
Nel gennaio 1943 Guerriero pubblica una raccolta di articoli, usciti negli anni precedenti, nel volume Guerra e dopoguerra. Pur realizzando una serie di ritratti di personaggi politici (fra cui Winston Churchill per il quale tradisce la sua ammirazione) riesce a non parlare né di Mussolini né di Hitler e a comunicare ai lettori le sue analisi, che lasciavano presagire l'entrata in guerra dell'America, la guerra contro l'URSS e la sconfitta dell'Asse sul fronte russo. Durante l'occupazione nazista di Roma salva due ebrei ospitandoli nella sua casa, e raccoglie somme a favore delle vittime delle Fosse Ardeatine.

### Collaborazioni a riviste

#### «Omnibus» (1937-39)
Augusto Guerrero tiene la rubrica «Guerra e Pace»: si occupa prevalentemente di politica estera ma non esita ad affrontare altri temi scottanti. 
Comincia il primo articolo, apparso il 3 aprile 1937, con la previsione della guerra: «È lecito pensare che oggi, giacché si parla tanto di guerra, la guerra non scoppierà? È una speranza, o meglio, è una ragione di sperare. Varrà quel che varrà. Per conto nostro, non ci contiamo molto».
Il metodo che usa nel trattare argomenti critici è quello di redigere l’articolo riportando documenti e tesi opposte dando voce così a opinioni e notizie straniere (tratte da libri e pubblicazioni soprattutto inglesi ed americane) e nascondendo nelle citazioni il suo disaccordo con la politica nazi-fascista.
Già nel n. 2 del 10 aprile 1937 riporta opposte tesi tedesche e inglesi affrontando il tema del rispetto dei trattati all'indomani della rottura del patto di Locarno da parte di Hitler con l'occupazione della Renania. Cita Machiavelli:
È consapevole di correre dei rischi con il regime, così nell’articolo “Lotta religiosa in Germania” scrive nelle prime righe: 
«1) se nel riferire i fatti riportiamo delle inesattezze è delle fonti 2) l'opinione manifestata non sarà nostra ma dei citati». Nell’articolo in «Tutto» del 5 marzo 1939 deve anche difendersi per aver riportato un riassunto del «Times» senza le virgolette. Nell’articolo “Razza e caratteri acquisiti”, del 27 agosto 1938, la conclusione sulle opposte tesi è che la teoria razziale non ha basi scientifiche. Nell’articolo “La questione ebraica” Guerriero esalta l’ebraismo dei profeti contro il formalismo sacerdotale ebraico e cita uno studio di Giorgio Levi della Vida su Geremia per il quale: ” …tutti gli uomini sono uguali dinanzi a Dio, quindi ogni distinzione di razza e di nascita scompare”. Esprime in modo esplicito il suo pensiero sull’antisemitismo in “Immoralismo e ebraismo”: «L’antisemitismo è arido di cuore e futile nel ragionare. Un ufficiale ebreo ha tradito? Dunque tutti gli ufficiali ebrei tradiscono. Trotskij è ebreo? Dunque tutti gli ebrei sono bolscevichi. Dalla negazione delle verità più semplici trae origine la predicazione dell’odio fra gli uomini. Vogliamo esprimere un voto: che si smetta questo orribile uso di rendere responsabile un popolo, una razza, una religione, dei peccati o delle stravaganze di un solo».
Nell’ultimo numero (quello del “sorbetto di Leopardi” che avrebbe causato la chiusura del settimanale) scrive ancora degli ebrei, dopo le leggi razziali, accennando alla loro protezione: “...l'America non fa niente per gli emigrati ebrei. Ma rimprovera aspramente l'Inghilterra di non fare abbastanza per essi". Gli articoli sulla guerra di Spagna, critici verso Francisco Franco, suscitano l’ostilità del regime. Fa delle previsioni: dopo aver previsto la guerra nel primo articolo citato, nel numero del 26 marzo 1938 prevede con precisione l’invasione della Cecoslovacchia del marzo successivo: «Quasi ogni anno, al mese di marzo, Hitler assesta un colpo allo stomaco alla diplomazia delle potenze democratiche: un anno il ripristino del servizio militare obbligatorio; un altro anno la Renania, quest’anno è stato il turno dell’Austria. Il prossimo colpo Hitler lo sferrerà sulla Cecoslovacchia». La Cina resisterà al Giappone. L’America può entrare in guerra contro il Giappone.
Non manca di fare dell’ironia sugli esercizi ginnici imposti dal nazismo (e anche dal fascismo). L’intera rubrica dell’8 maggio 1938 è una presa in giro di Hitler. Lo fa in tono ironico attraverso un articolo di Francis Yeats Brown, che ha incontrato Hitler e lo elogia: “...onesto, di una purezza fisica e morale, umile e ascetico..., un oratore che incanta le folle con un discorso di tre ore in cui legge statistiche..., Hermann Göring una mente acuta, sembra pigro... non applaude perché grasso”. Termina con la storiella comica del servizio militare del dittatore che, quand’era soldato avrebbe fatto da solo cinque prigionieri.
Nei numeri del 22 e 29 gennaio 1938 Ricciardetto denuncia i delitti di Stalin. Sottaciuta è l’amarezza per tutti i delitti, anche di quelli di cui non può scrivere: “E a questo punto è giunta l'umanità. E dire che c’è chi crede che vi sia ancora una civiltà da salvare!”.
La tesi di fondo di tutti i suoi articoli è che la politica debole, ambigua e pacifista dei governi democratici ha permesso l’espansione politico-militare della dittatura tedesca e favorito l’alleanza di Mussolini con Hitler. 
«Dalla fine della guerra in poi, la politica inglese ha accumulato errori su errori. Il primo e più grande errore della Gran Bretagna fu quello di lasciar riarmare la Germania». Si chiede se l'Inghilterra rinuncerà all'impero: ”Nessuna nazione rinuncia a freddo a un impero" (altra previsione di una guerra). Ha quindi buon gioco nel criticare con numerosi articoli gli statisti europei che ritiene responsabili della debolezza democratica: Léon Blum, Yvon Delbos, Neville Chamberlain; Anthony Eden e gli isolazionisti americani. È particolarmente duro con Eden, al quale rimprovera la rottura del fronte di Stresa. Mostra invece interesse per un deputato (allora isolato nel partito conservatore inglese) per la sua politica interventista: Winston Churchill e, per la stessa ragione, per Franklin D. Roosevelt.

#### «Oggi» (1939-40)
Anche sul settimanale di Arrigo Benedetti Guerriero tiene la rubrica di politica estera: s'intitola "XX Secolo" ed è firmata "Farfarello". Con l'ingresso dell'Italia nella seconda guerra mondiale Benedetti gli affida anche un'altra rubrica: "Ferro e fuoco”, che Guerriero firma con lo pseudonimo che aveva ad "Omnibus": Ricciardetto. Come su "Omnibus” pubblica notizie e opinioni della stampa dei paesi democratici con il pretesto di criticarle e tace in maniera sospetta sulla politica di Mussolini, che non nomina mai perché dissente dalla sua politica estera. Scrive con ammirazione di Churchill e degli inglesi. Paolo Monelli nel suo libro Roma 1943 parla della chiusura del settimanale e afferma che “fu sottoposto a sequestri, minacce, ... si prevedevano cose che poi puntualmente si avveravano”. Sono le previsioni di Guerriero. Il 2 settembre 1939 scrive che dopo il patto stipulato con Hitler questi “in 24 ore può fare la guerra ... il destino della Polonia e dell'Europa è segnato”. Il 23 settembre 1939 scrive: "l'America si avvia a partecipare al conflitto". Il 18 novembre 1939: “la guerra è ferma ma la Germania aggirerà la linea Maginot e poi attaccherà l'Inghilterra”. Benedetti gli censura l'articolo del 19 ottobre 1940 in cui aveva osato attribuire ad Hitler la responsabilità della guerra e gli toglie la rubrica “Ferro e Fuoco”.
L'ultimo articolo firmato Ricciardetto è sulla campagna di Russia: prevede la tattica sovietica del ritiro e della resistenza all’interno.

#### «Tempo» (1940-41)
Augusto Guerriero collabora con articoli di politica estera firmati con il noto pseudonimo Ricciardetto. Non rilegge mai i suoi articoli e si accorge solo all’inizio del 1941 che gli vengono modificati dalla redazione per renderli più graditi al regime. Dal 10 aprile 1941 non collabora più con la rivista.

Come era già successo in “Omnibus” e “Oggi” Guerriero riceve le attenzioni delle autorità fasciste e in particolar modo di Mussolini. La sua segreteria, il 9 ottobre 1940, gli consegna un rapporto in cui è scritto che: "... su «Oggi» e «Tempo», ... appaiono vari articoli di un certo Ricciardetto, ... naturalmente al lettore comune sfugge l'abilità dello scrittore ma da varie fonti raccolgo l'impressione già da me riportata che sotto la vernice fascista molti di questi articoli nascondono un abile antifascismo [quest'ultima frase è sottolineata da Mussolini con l'annotazione “seguire”]".

### Il secondo dopoguerra
Nell'immediato dopoguerra scrive articoli pieni di sdegno contro i crimini di Hitler e di Stalin ed accusa Mussolini per la sua entrata in guerra. Scrive per due quotidiani: Risorgimento Liberale, Il Tempo, e sui primi numeri del settimanale Il Mondo. Richiamato nel 1946 al Corriere della Sera, ne diviene il principale commentatore di politica estera. Collaborerà per il quotidiano di Via Solferino per 26 anni.
Prevede la guerra fredda, prende posizione contro l'avanzare dell'Impero sovietico e critica l'inerzia della politica del presidente americano Truman per impedirne l'espansione. Avanza riserve sull'intervento di Kennedy in Vietnam e ne prevede l'insuccesso. Prevede, contro l'opinione di Walter Lippmann, l'esito della crisi dei missili di Cuba. Prevede anche il distacco della Cina dall'URSS, e, unico giornalista occidentale, la caduta di Nikita Sergeevič Chruščёv.
Dal 1950 inizia una fortunata rubrica, sempre di politica estera, nel settimanale di Arnoldo Mondadori, Epoca, seguita dalle Conversazioni coi lettori, che terrà fino alla fine.
Nel 1966 il quotidiano statunitense The Christian Science Monitor lo definisce il “Walter Lippmann italiano”. Pubblica in Storia Illustrata una serie di articoli di storia italiana, dalla prima guerra mondiale alla seconda, nei quali attribuisce ad Antonio Salandra e a Benito Mussolini la piena responsabilità della partecipazione dell'Italia ai due conflitti mondiali e, di conseguenza, dei gravi danni che ne seguirono per il Paese, nei decenni successivi di ciascuna guerra. Sue battaglie su Epoca sono: la difesa degli ebrei e di Israele, la protezione degli animali e l'avversione per la vivisezione. Scrive a favore di un controllo demografico. Contro le nazionalizzazioni, contro l'istituzione delle regioni e di enti a suo dire inutili.
Gli articoli di politica interna sono poche decine in trent'anni. Inizia con le lodi della politica di Alcide De Gasperi per poi criticare, dal 1961 in poi, la politica della Democrazia Cristiana e del Partito Socialista Italiano che riteneva conducesse al dissesto le finanze pubbliche e alla corruzione. Denuncia la mafia, gli sperperi del denaro pubblico, i peculati e gli scandali politici, come quello di Michele Sindona, chiedendo arresti e indagini più estese. Nel periodo prima e dopo il Sessantotto si prodiga affinché la stampa non fomenti gli animi con odii e accuse senza prove e prevede la “guerra civile”, come definirà gli anni di piombo. 
 Sin dal 1970 lancia l'allarme sul debito pubblico e, prima di morire, prevede per l'Italia il fallimento (“l‘abisso”).
L'amicizia con Indro Montanelli si interrompe nel 1974 quando emergono le divergenze politiche fra i due, essendo Guerriero favorevole al compromesso storico perché lo riteneva nell'interesse dell'Italia mentre Montanelli ne è l'oppositore più tenace. Ad ogni modo è Montanelli l'autore della voce che lo concerne nel Dizionario Biografico degli Italiani.

### Gli ultimi anni
Negli ultimi anni Augusto Guerriero si è dedicato agli studi di critica neotestamentaria e della critica delle forme (Formgeschichtliche Methode) di Rudolf Bultmann. Porta quindi, per la prima volta, a conoscenza del grande pubblico italiano i risultati di quelle ricerche sulle origini del Cristianesimo e sul Gesù storico, divulgandoli, sempre su Epoca. Raccoglierà poi questi articoli nei volumi Quaesivi et non inveni ed Inquietum est cor nostrum. La sua ricerca di Dio gli guadagnerà le visite di Madre Teresa di Calcutta, che tenterà invano di convertirlo alla fede.
Colpito nel 1970 da una grave forma di aracnoidite e da sordità, trascorre gli ultimi anni immobilizzato fra il letto e la scrivania continuando a scrivere di politica estera fino alla fine. Nei suoi ultimi articoli approva la politica di Ronald Reagan (insediatosi alla presidenza degli Stati Uniti nel gennaio 1981) nei confronti dell'Unione Sovietica, ma critica il finanziamento occidentale alla Cina, prevedendo l'enorme concorrenza delle sue industrie e la conseguente crisi occupazionale in Occidente.

## Opere
- Piatiletka: Studio economico-tecnico sul piano quinquennale russo, Roma, L'economia italiana, 1932.
- Guerra e dopoguerra: saggi politici, Milano, Bompiani, 1943.
- Churchill, Roma, Cosmopolita, 1945.
- Politica estera italiana, Milano, Bompiani, 1945.
- Le ragioni della politica sovietica, MIlano, Rizzoli, 1947.
- La politica dell'arginamento, Firenze, Sansoni, 1954.
- Filippo il Macedone, Hitler, Stalin, Firenze, Sansoni, 1954
- Tempo perduto, Milano, Mondadori, 1959.
- Quaesivi et non inveni, Milano, Mondadori, 1973.[43]
- Inquietum est cor nostrum e altri scritti Milano, Mondadori, 1976.[43]